# Імідж товару
І́мідж това́ру — ідея та асоціація, яка виникає в покупця у зв'язку з певними назвами товарних одиниць. Іміджу притаманний ефект «випромінювання», коли одна з його складових(позитивна чи негативна) сприймається настільки сильно, що зумовлює ставлення споживача загалом.
Імідж товару складається з чотирьох складових:
- імідж фірми, марки;
- якість, що відповідає споживчим функціям;
- зовнішній дизайн;
- потреби і рівень культури споживачів, які купують даний товар.